# Cross-docking
 (octobre 2018).
Si vous disposez d'ouvrages ou d'articles de référence ou si vous connaissez des sites web de qualité traitant du thème abordé ici, merci de compléter l'article en donnant les références utiles à sa vérifiabilité et en les liant à la section « Notes et références ».
Le cross docking (ou correspondance ou transbordement direct) est un mode d'organisation des flux logistiques permettant d'articuler et de croiser (d'où son nom) en un endroit appelé plate-forme, des flux d'approvisionnement en provenance de fournisseurs avec des flux de livraison terminale en direction de points de livraison. Le cross docking est une organisation en flux tendu, les marchandises ne sont pas censées être stockées sur une longue durée.
Le procédé est très utilisé pour l'approvisionnement des grandes surfaces (mais pas seulement) et ressemble fortement aux techniques de groupage - dégroupage utilisées dans le monde du transport-messagerie.

## Mode de fonctionnement
- En entrée de la plate-forme, convergent des colis reçus de fournisseurs distincts via des approvisionnements distincts. Chaque colis reçu doit avoir été impérativement étiqueté par le fournisseur émetteur et indiquer de façon explicite le nom et les coordonnées de livraison du client final. Dans le but de faciliter la manutention et son contrôle, les informations nécessaires et suffisantes doivent être aisément et rapidement repérables. Pour ce faire le recours à un codage visuel ou à code barre est largement utilisé pour tracer toutes les étapes d'avancement et déterminer destination finale et mode de livraison terminale.
- Sur les quais d'entrée de la plate-forme, les colis reçus sont déchargés des camions approvisionneurs,  et rapidement -sinon immédiatement - identifiés grâce aux codes et/ou repères conventionnels portés sur les colis.
- Les colis identifiés sont ensuite rapidement - sinon immédiatement - aiguillés vers le quai de sortie de la plate-forme, correspondant à la destination terminale ou au dispositif de livraison terminale pertinent pour livrer le client concerné. Au moment du chargement de la livraison terminale, une deuxième identification des colis est généralement opérée, de façon à déclarer que chaque colis "entré" sur la plate-forme est effectivement bien "sorti" de celle-ci[3].

Ce mode de fonctionnement - bien que simple - nécessite la mise en place préalable (tant en amont qu'en aval de la plate-forme) d'une organisation parfaitement coordonnée :
- Fournisseurs aptes à réaliser les préparations et les conditionnements nécessaires.
- Convergence coordonnée des flux d'approvisionnement vers la plate-forme
- Ordonnancement précis prévu des plannings et tâches de réception et d'expédition
- Codage et/ou repérage permettant une identification rapide et sans faille des colis manutentionnés
- Système d'information apte à gérer ces fonctionnalités et à assurer la traçabilité - si possible en temps réel - de chaque colis tout au long du processus[4].

## Avantage de la formule
- Les opérations sont réduites au strict nécessaire : la plate-forme n'est qu'un lieu de manutention simple. Aucun stockage n'y est opéré. Aucune opération de "préparation" (au sens traditionnel du mot) ne s'y déroule : La marchandise est déjà préparée, conditionnée et identifiée en vue d'une livraison en l'état au client concerné.

- Le "passage à quai" s'opère dans un laps de temps très court. Les colis ne font que transiter sur les quais de la plate-forme  et passent donc du transport d'approvisionnement "amont" (quai des arrivées des marchandises) au transport terminal "aval" (quai des départs des marchandises).

Le temps ainsi économisé est un avantage appréciable pour le traitement des commandes à priorité élevée, ce qui peut être le cas de produits tels que les produits frais, la presse quotidienne, les produits événementiels, etc. 
- Sur le plan économique : 
  - Il est ainsi possible de concilier abaissement des coûts des livraisons amont avec un abaissement des coûts des livraisons aval.
  - Un des principaux avantages réside aussi dans l'absence de frais intermédiaires de stockage ou d'entreposage[5].

- Sur le plan des contrôles :
  - Le suivi d'avancement en temps réel des colis est rendu possible pour autant que l'on dispose du Système d'Information le permettant
  - Puisqu'il n'y a pas de stockage sur la plate-forme, les colis en souffrance (arrivés et non expédiés) correspondent à des erreurs facilement détectables que l'on peut retraiter sans délai.

## Risquedu cross Docking
- Les partenaires peuvent ne pas avoir les capacités nécessaire de stockage
- Une flotte de véhicules de transport élevée est requise[6]
- Une manutention supplémentaire peut endommager les produits fragiles